# Công giáo tại Tajikistan
Giáo hội Công giáo ở Tajikistan là một phần của Giáo hội Công giáo Hoàn vũ, dưới sự lãnh đạo tinh thần của Giáo hoàng ở Vatican. Năm 2009, quy mô của số giáo dân công giáo tại quốc gia này được ước tính là 300 người.

## Lịch sử
Trong thời hiện đại, Giáo hội Công giáo đã hiện diện tại Tajikistan thông qua các cuộc trục xuất của Liên Xô, và năm 1974, các nhà thờ được mở tại Dushanbe (Nhà thờ St Joseph, Dushanbe) và Qurghonteppa. Hầu hết những người Công giáo đầu tiên là người Đức gốc Nga, Ukraina và Litva. Nhiều người Công giáo đã bỏ chạy khỏi cuộc nội chiến năm 1990 sau khi Liên Xô sụp đổ. Năm 1997, giáo hoàng Gioan Phaolô II đã thiết lập Sui iuris để biến giáo hội ở quốc gia này đặt dưới quyền quản lý bởi Viện Nhập Thể Argentina. Viện đã gửi linh mục từ Nam Mỹ đến Tajikistan. Vào năm 2003, Giáo hội đã mở một trung tâm và bếp nấu ăn ở Dushanbe cho những đứa trẻ vô gia cư. Đến năm 2004, phái đoàn có ba giáo xứ, một trung tâm truyền giáo, năm linh mục, bốn nữ tu của những người truyền giáo từ thiện, và trang mạng riêng của mình. Năm 2005, ba nữ tu đến từ dòng Các Tôi tớ của Chúa và Đức Mẹ Matara đến sống ở Tajikistan. Các nhà truyền giáo từ thiện bắt đầu các lớp may cho phụ nữ trẻ trong năm 2006 để họ có thể phát triển các kỹ năng và tiếp tục giáo dục của họ. Vào tháng 7 năm 2007, linh mục Avila đã cộng tác với 22 nhóm tôn giáo khác, không bao gồm Hồi giáo trong nước để phản đối một dự luật có thể hạn chế đáng kể các hoạt động của các nhóm thiểu số tôn giáo. Vào tháng 3 năm 2008, nhiều công dân nghèo và già đã xếp hàng tại nhà dòng nữ tu ở Dushanbe để nhận viện trợ từ Caritas Tajikistan, Tổ chức Chăm sóc Quốc tế và Dịch vụ Cứu trợ Công giáo Hoa Kỳ để tồn tại trong mùa đông khắc nghiệt. Vào năm 2012, có ba người Tajik đang theo học chức tư tế và ba người muốn trở thành nữ tu.